# 도이정 (오카야마현)
도이정(土居町)은 오카야마현 아이다군에 있던 정이다. 현재의 미마사카시에 해당한다.

## 역사
- 1889년 6월 1일 - 정촌제 시행에 수반해 아이다군 도이촌이 발족하였다.
- 1949년 8월 1일 - 정으로 승격해 도이정이 되었다.
- 1953년 9월 1일 - 에미정, 아와이촌, 후쿠야마촌, 요시노촌과 합병해 사쿠토정이 되었다.

## 교통

### 철도
- 일본국유철도
  - 기신선

### 도로
- 국도 제179호선

## 참고문헌
- 和泉橋警察署 『新旧対照市町村一覧』第2冊（東京 ： 加藤孫次郎、1889（明22））
- 地名編纂委員会 『角川日本地名大辞典33 岡山県』（角川学芸出版、1989、ISBN 4040013301）